# Rousínov (stacja kolejowa)
Rousínov – stacja kolejowa w Rousínovie, w kraju południowomorawskim, w Czechach. Znajduje się na linii kolejowej Brno – Przerów, na wschód od Brna. Znajduje się na wysokości 245 m n.p.m.
Jest zarządzana przez Správę železnic. Na stacji znajdują się kasy biletowe, na których istnieje możliwość zakupu biletów na wszystkie pociągi w tym międzynarodowe oraz rezerwacji miejsc.

## Linie kolejowe
- 300 Brno - Přerov